# Tròfim d'Arle
Tròfim d'Arle (Itàlia?, segle iii - Arle, Provença, ~252) va ésser el primer bisbe d'Arle, venerat com a sant per diverses confessions cristianes.

## Vida
Era un dels set Apòstols dels gals enviats pel papa Fabià I cap al 250 per cristianitzar la Gàl·lia, en l'imperi de Deci i Herenni Etrusc. En una carta que el papa Zòsim I escriu a un bisbe gal, esmenta aquest fet i que Tròfim va ésser enviat a Arle. També una carta de Cebrià de Cartago a Antoní de Numídia, dels anys 250-254, cita la participació d'un bisbe Tròfim en alguns fets de la persecució de Deci, cap al 252.
Possiblement, el bisbe citat sigui el Tròfim d'Arle real, al qual s'ajuntà la llegenda posterior d'un llegendari Tròfim del segle i.
L'any 1152 les suposades relíquies de sant Tròfim van ser transferides dels Aliscamps a la catedral de sant Esteve, que a partir d'aleshores va passar a denominar-se de sant Tròfim
L'església de Sant Tròfim d'Arle, edifici romànic del segle xii edificat sobre una cripta del segle iii és un dels edificis més influents del romànic provençal.

## Llegenda de Sant Tròfim al segle I
A partir del segle v, però, es desenvolupa una llegenda apòcrifa que fa Tròfim deixeble de Sant Pau i enviat a la Gàl·lia per Sant Pere. Tot i que la llegenda va passar al Martirologi romà és inversemblant i no té cap fonament històric.

## Enllaços externs

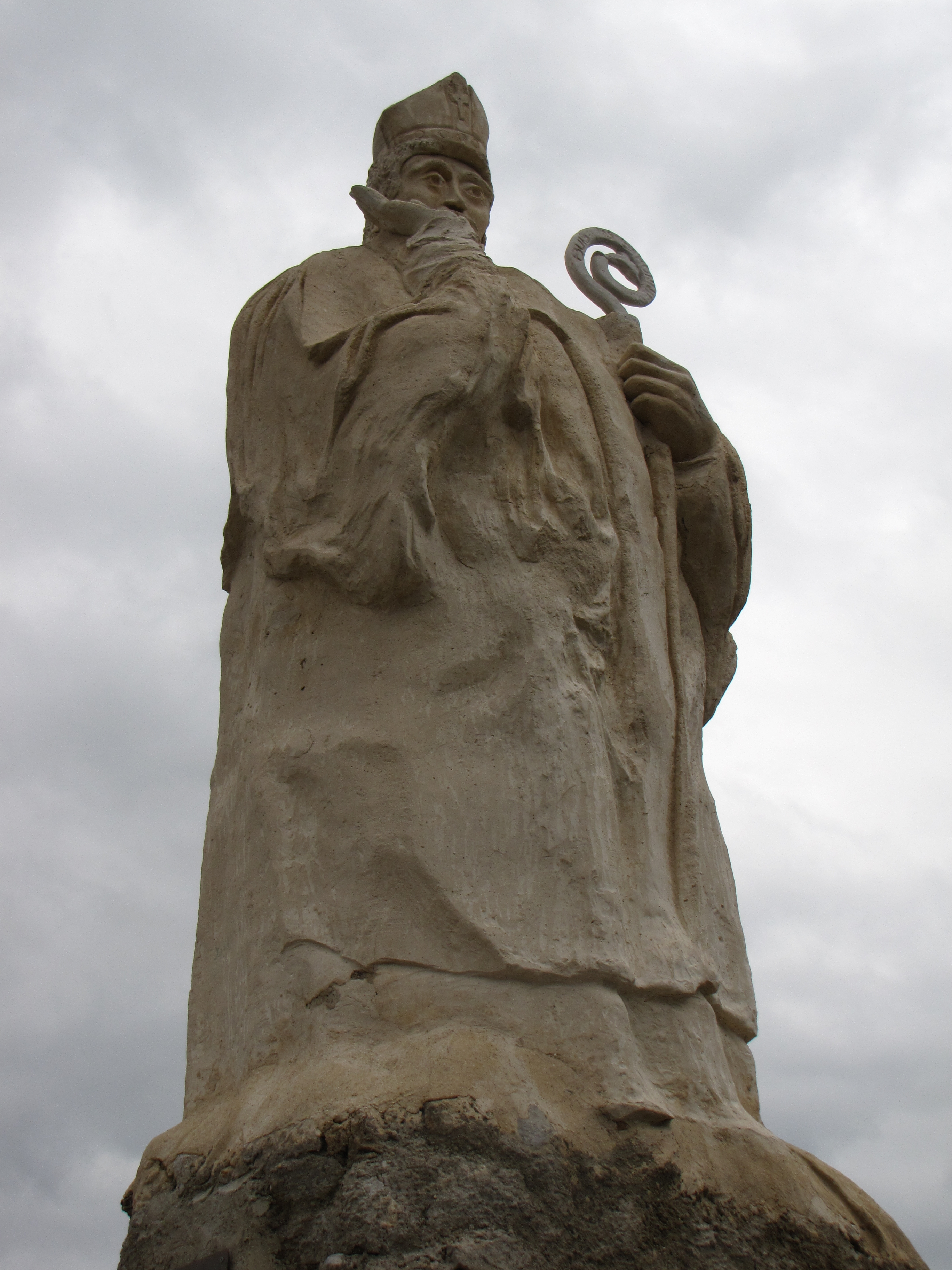
Estàtua a la capella de St. Tròfim (a Buis-les-Baronnies)
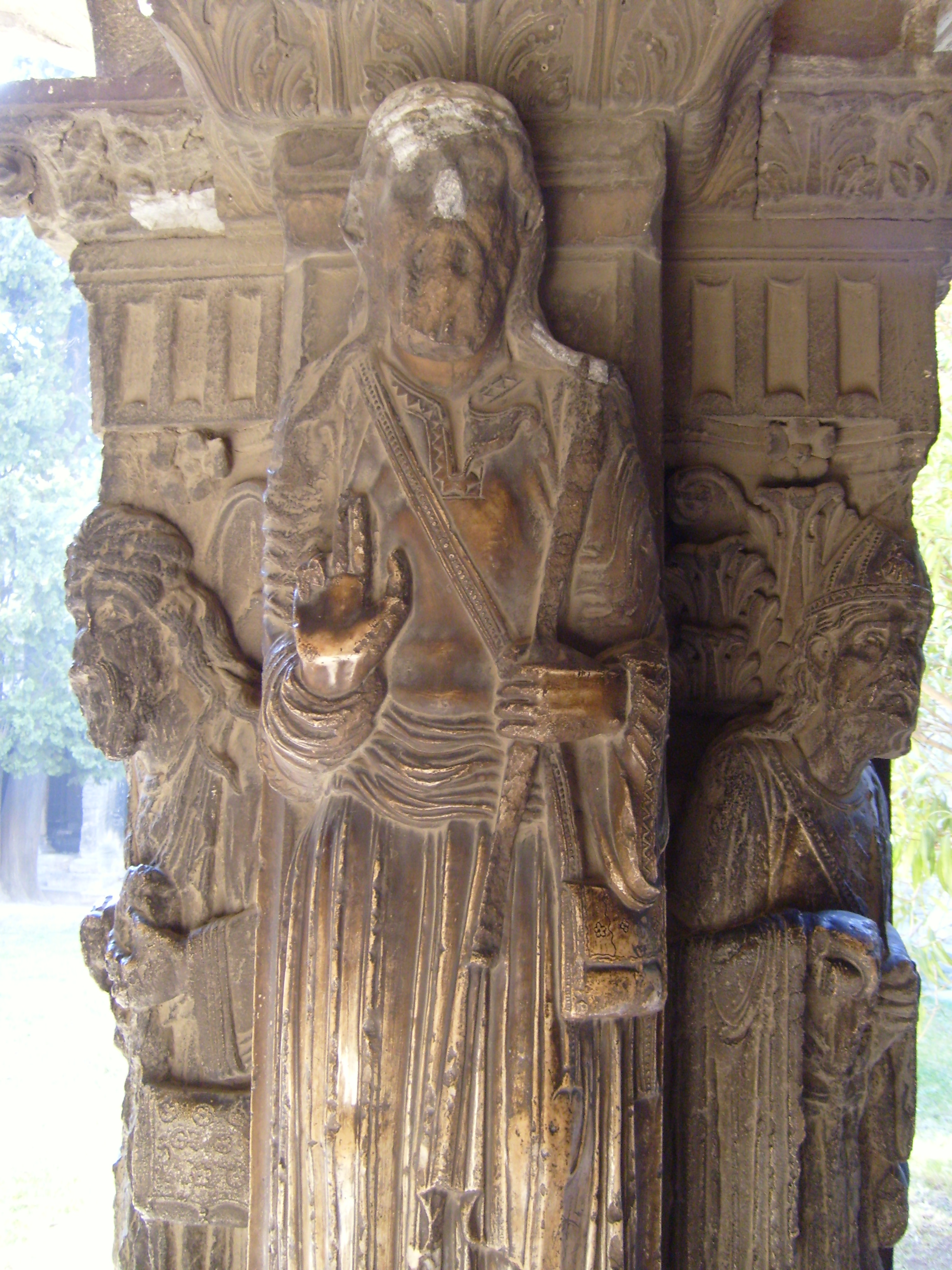
Imatge del s. XII al claustre de St. Tròfim d'Arle
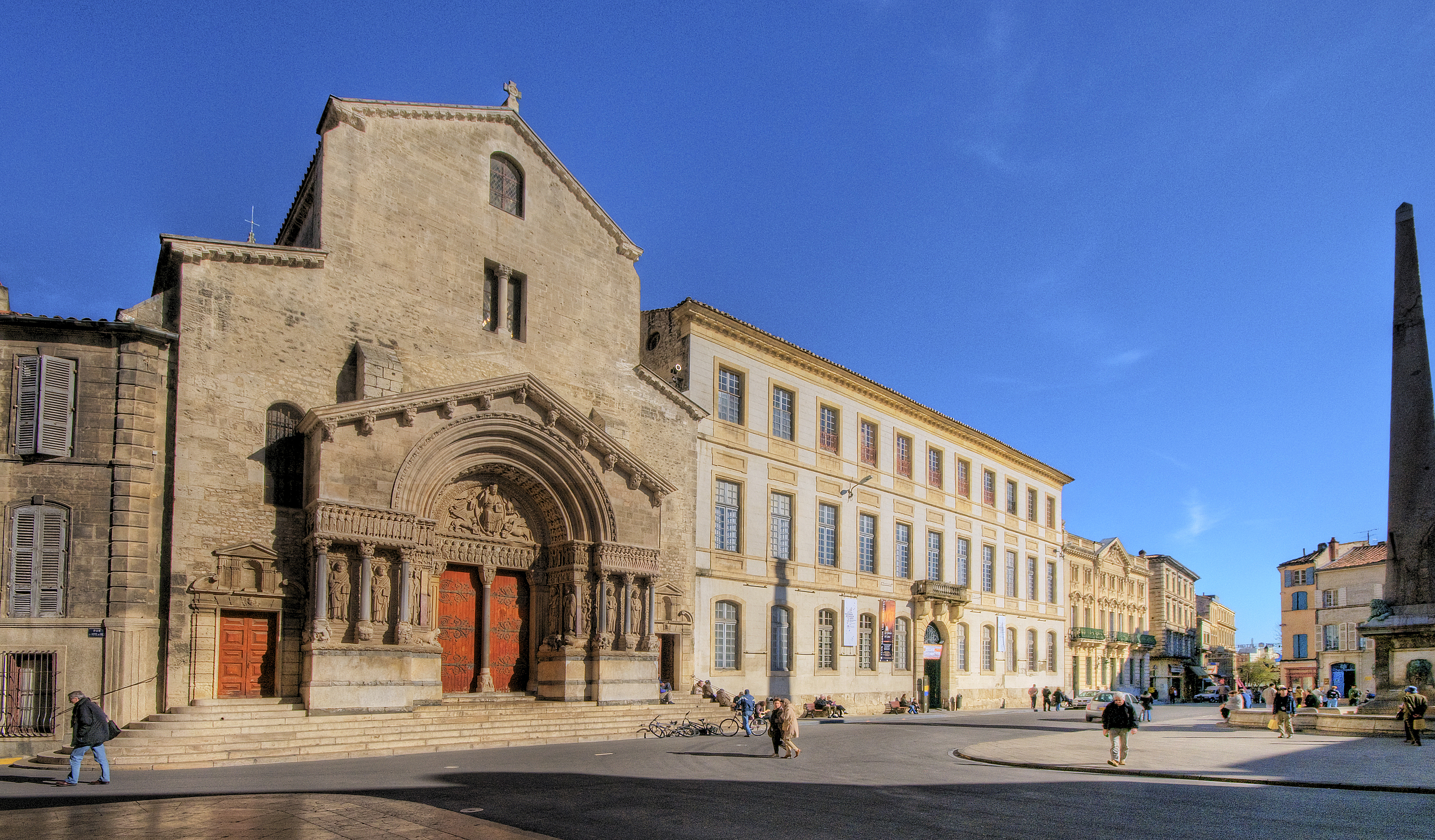
Catedral de St. Tròfim (Arle)
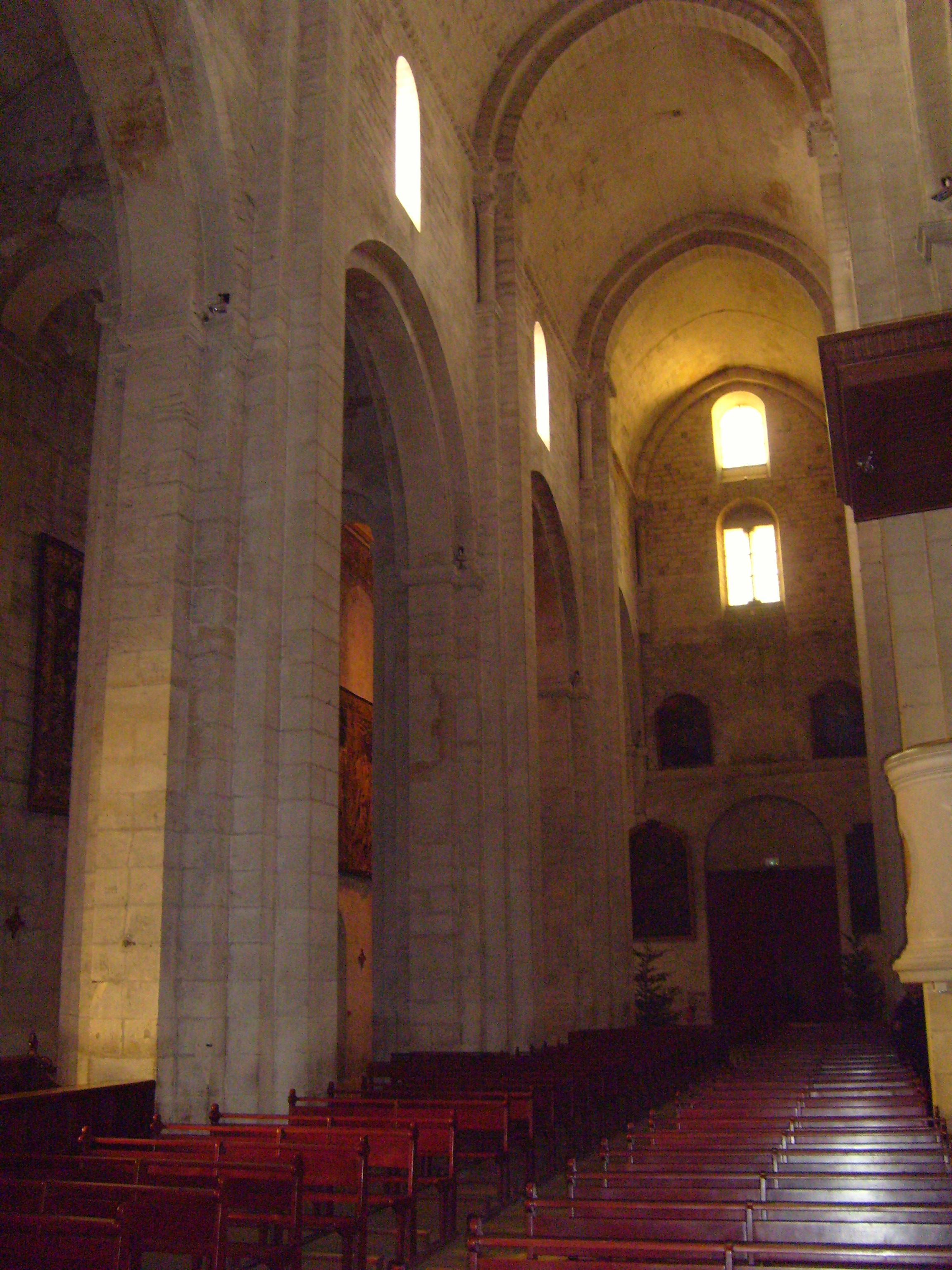
Interior de St. Tròfim